# Naoshi Nakamura
Naoshi Nakamaura (中村 直志?, Nakamura Naoshi; Chiba, 27 gennaio 1979) è un ex calciatore giapponese, di ruolo centrocampista.

## Carriera

### Nazionale
Con il Giappone debuttò il 9 agosto 2006 contro il Trinidad e Tobago.

## Palmarès

### Club

#### Competizioni nazionali
- Campionato giapponese: 1

Nagoya Grampus: 2010